# Horabagrus nigricollaris
Horabagrus nigricollaris är en fiskart som beskrevs av Rohan Pethiyagoda och Kottelat, 1994. Horabagrus nigricollaris ingår i släktet Horabagrus och familjen Bagridae. IUCN kategoriserar arten globalt som starkt hotad. Inga underarter finns listade i Catalogue of Life.